# Georg Hermes (Theologe)

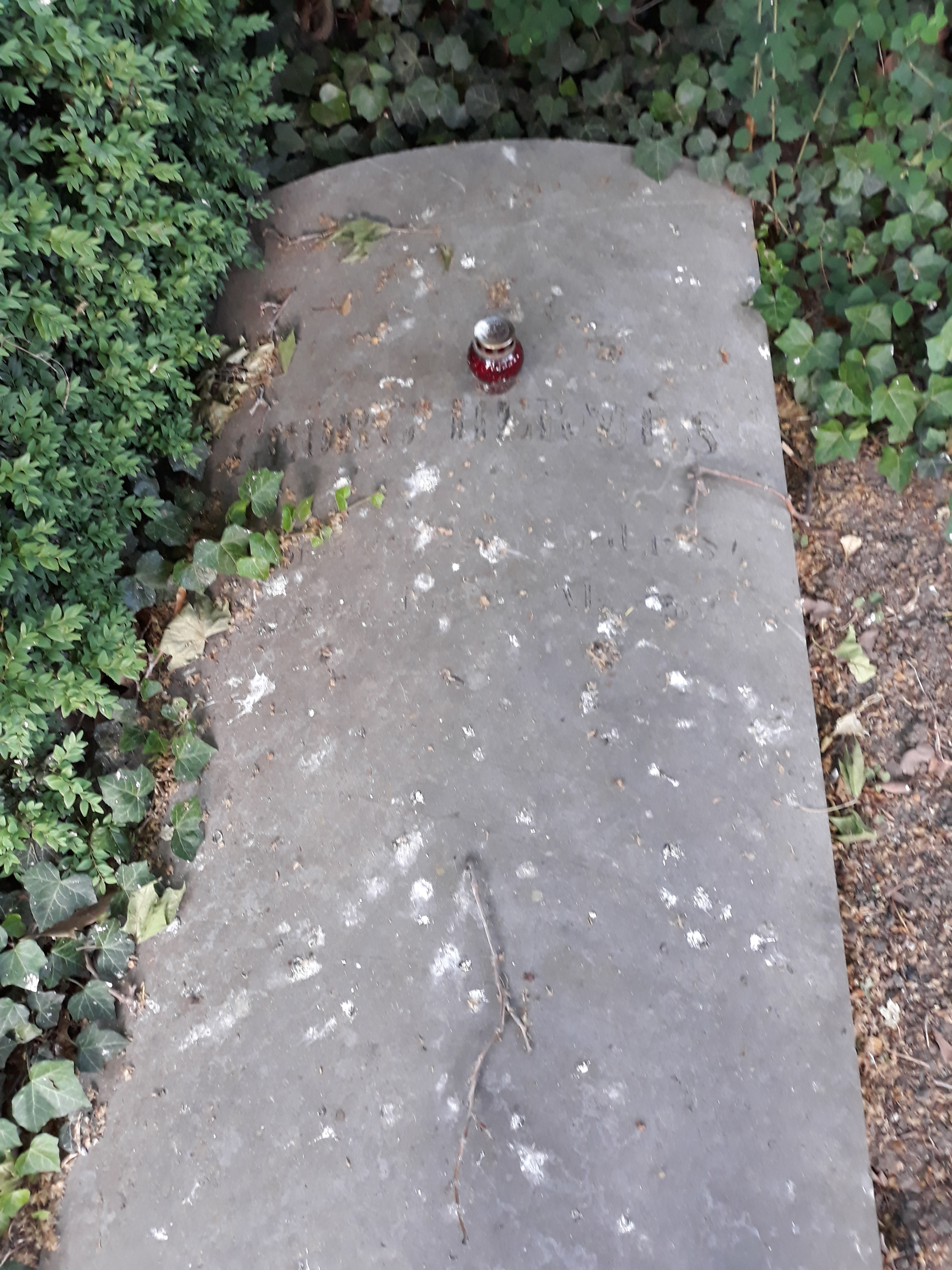
Das Grab von Georg Hermes auf dem Alten Friedhof Bonn.

Georg Hermes (* 22. April 1775 in Dreierwalde; † 26. Mai 1831 in Bonn) war ein römisch-katholischer Theologe und Philosoph.

## Leben
Georg Hermes studierte als Sohn eines Bauern an der Universität Münster Theologie und Philosophie von 1792 bis 1798. Er nahm zuerst eine Beschäftigung als Gymnasiallehrer auf (1798). Im Jahr 1799 wurde er zum Priester geweiht. Nach dem Erscheinen seines ersten Werks, der Untersuchung über die innere Wahrheit des Christentums, wurde er in Münster 1807 zum Professor für Dogmatik ernannt.
Seit 1820 lehrte er an der Rheinischen Friedrich-Wilhelms-Universität in Bonn. Dem Kölner Domkapitel gehörte er ab 1825 an. Hermes war ein Schüler von Ferdinand Überwasser (1752–1812). Als Vertreter einer katholischen Aufklärung begründete er den sogenannten
Hermesianismus, ein kritizistisches, psychologisches und anthropozentrisches System zur rationalen Rechtfertigung des katholischen Glaubens.
Der Hermesianismus enthielt als Grundzug eine Überwindung der Sittenlehre in ihren religiösen Motiven bei Immanuel Kant. Seine Lehre wurde durch den Kölner Erzbischof Ferdinand August von Spiegel gefördert und fand vor allem an den Lehranstalten in Preußen große Verbreitung. Die Lehre des Hermes wurde 1835 durch Papst Gregor XVI. durch das Breve Dum acerbissimas verboten und seine Werke wurden auf den Index der verbotenen Bücher gesetzt.
Der preußische Staat, der den Hermesianismus unterstützte, fand im Kölner Erzbischof Clemens August Droste zu Vischering einen erbitterten Gegner. Eifrige Verteidiger des Hermesianismus waren Clemens-August von Droste zu Hülshoff, ein Vetter der Dichterin Annette von Droste-Hülshoff, und Peter Joseph Elvenich. Zu seinen Schülern zählt außerdem der Philosoph Wilhelm Esser.
Hermes liegt auf dem Alten Friedhof in Bonn begraben.

## Werke
- Untersuchung über die innere Wahrheit des Christentums, 1804.
- Einleitung in die christkatholische Theologie, 2 Bände, 1819–1829.
- Christkatholische Dogmatik, Herausgegeben von Johann Heinrich Achterfeld, 3 Bände, 1834–1835.